# Euphyia ochreipicta
Euphyia ochreipicta là một loài bướm đêm trong họ Geometridae.